# نهر أجوان
نهر أجوان (بالإسبانية: Río Aguán) هو نهر يقع في هندوراس. ينبع من منطقة يورو غرب مدينة سان لورينزو، ويتجه في البداية نحو الجنوب لفترة قصيرة، ليتجه بعد ذلك نحو الشمال الشرقي ، مارًا بمدن سان لورينزو، أولانتشيتو، وتوكوا، قبل أن يصب في البحر الكاريبي شرق بويرتو كاستيا.

يبلغ طول نهر أجوان 240 كيلومترًا (150 ميلًا). في عام 1998، تسبب الإعصار ميتش في فيضان النهر عند عدة نقاط على امتداده، حيث قُدِّرت أقصى تصريفات المياه في منطقة سابا بنحو 20,000 متر مكعب في الثانية (710,000 قدم مكعب/ثانية). وقد أدى ذلك إلى جرف قرية سانتا روزا دي أجوان بالكامل، مما تسبب في وفاة العشرات.
تُعد حوض تصريف نهر أجوان واحدًا من سبعة أحواض مائية رئيسية في هندوراس، ويغطي مساحة تزيد عن مليون هكتار (3,900 ميل مربع)، منها حوالي 200,000 هكتار تقع في وادي نهر أجوان. ويشمل هذا الوادي منطقة باجو أجوان الزراعية الكبرى.